# IT-Services and Solutions
Die IT-Services and Solutions GmbH mit Stammsitz in Chemnitz war eine hundertprozentige Tochtergesellschaft der IBM Deutschland. Sie erbrachte IT-Serviceleistungen für Kunden der IBM und für eigene Kunden (sog. "Direktgeschäft").
Das Unternehmen entstand im August 2000 durch die Fusion der Computer Service GmbH/Softwareprojekte (csg/SwP) und der CGI Informatik Deutschland GmbH und wurde im Zuge der One-IBM-Initiative am 1. Juli 2008 in die IBM Deutschland Infrastructure Technology Services GmbH umfirmiert.
Das Unternehmen beschäftigte im Jahr 2006 knapp 1100 Mitarbeiter an den Standorten Berlin, Chemnitz, Dortmund, Düsseldorf, Frankfurt, Hamburg, Hannover, Köln, München, Nürnberg sowie Stuttgart. 
Auf der Lünendonk-Liste der IT-Beratungs- und Systemintegrationsunternehmen in Deutschland wurde das Unternehmen 2007 auf Rang 14 geführt.

## Geschichte
Seit den 1960er Jahren entwickelte der VEB Buchungsmaschinenwerk Karl-Marx-Stadt Großrechner und Betriebssysteme und sammelte dabei Erfahrungen mit IBM-Soft- und Hardware. Diese Qualitäten gaben letztendlich Ausschlag für das Eingehen eines Joint Ventures zwischen der IBM Deutschland GmbH und der Robotron Ascota AG, die nach 1990 als Nachfolgerin des Buchungsmaschinenwerkes hervorging.
Am 15. März 1990 gaben die IBM Deutschland GmbH und das VEB Robotron Buchungsmaschinenwerk Karl-Marx-Stadt Kooperationsabsichten bekannt und am 10. Oktober 1990 entstand aus dem Ascota-Unternehmensbereich „Computer-Systemdienste“ die csd Computer-Systemdienste GmbH mit 220 Mitarbeitern und Stammsitz in Chemnitz. Mehrheitsgesellschafter blieb zunächst die Robotron Ascota GmbH. Im Januar 1993 übernahm IBM Deutschland GmbH alle Gesellschafteranteile der csd.
Durch Fusion der IBM-Tochterunternehmen CSP Computer Service Partner GmbH, DS Data Sciences GmbH, WBI Weiterbildungsgesellschaft für Informationstechnik mbH und csd Computer-Systemdienste GmbH entstand zum 1. Januar 1996 die csg Computer Service GmbH, in der die bisherige csd als eigenständiger Unternehmensbereich Softwareprojekte (csg/SwP) weitergeführt wurde.
Am 1. August 2000 wurde der Unternehmensbereich Softwareprojekte wieder aus der csg herausgelöst und mit dem IBM-Tochterunternehmen CGI Informatik Deutschland GmbH zur IT-Services and Solutions GmbH mit Sitz in Chemnitz verschmolzen.
Im Januar 2008 kündigte IBM die Einführung einer neuen Unternehmensorganisation zum Juli 2008 an. Im Zuge dieser Reorganisation ist das Unternehmen innerhalb des Kernfeldes Solutions & Services aufgegangen, es folgte die Umfirmierung am 1. Juli 2008 in IBM Deutschland Infrastructure Technology Services GmbH (IBM ITS GmbH). Die Mitarbeiter wurden in die Unternehmen 
- IBM Deutschland Infrastructure Technology Services GmbH (IBM ITS GmbH),
- IBM Deutschland Enterprise Application Solutions GmbH (IBM EAS GmbH),
- IBM Deutschland Enterprise Business Solutions GmbH (IBM EBS GmbH),
- IBM Deutschland Management & Business Support GmbH (IBM MBS GmbH) und
- IBM Deutschland GmbH (IBM D GmbH)

aufgeteilt.
Zum 1. April 2015 ging die IBM ITS GmbH in der IBM B&TS GmbH auf, wobei ein Teil der Mitarbeiter in die IBM Deutschland GmbH transferiert wurden. 